# Regát

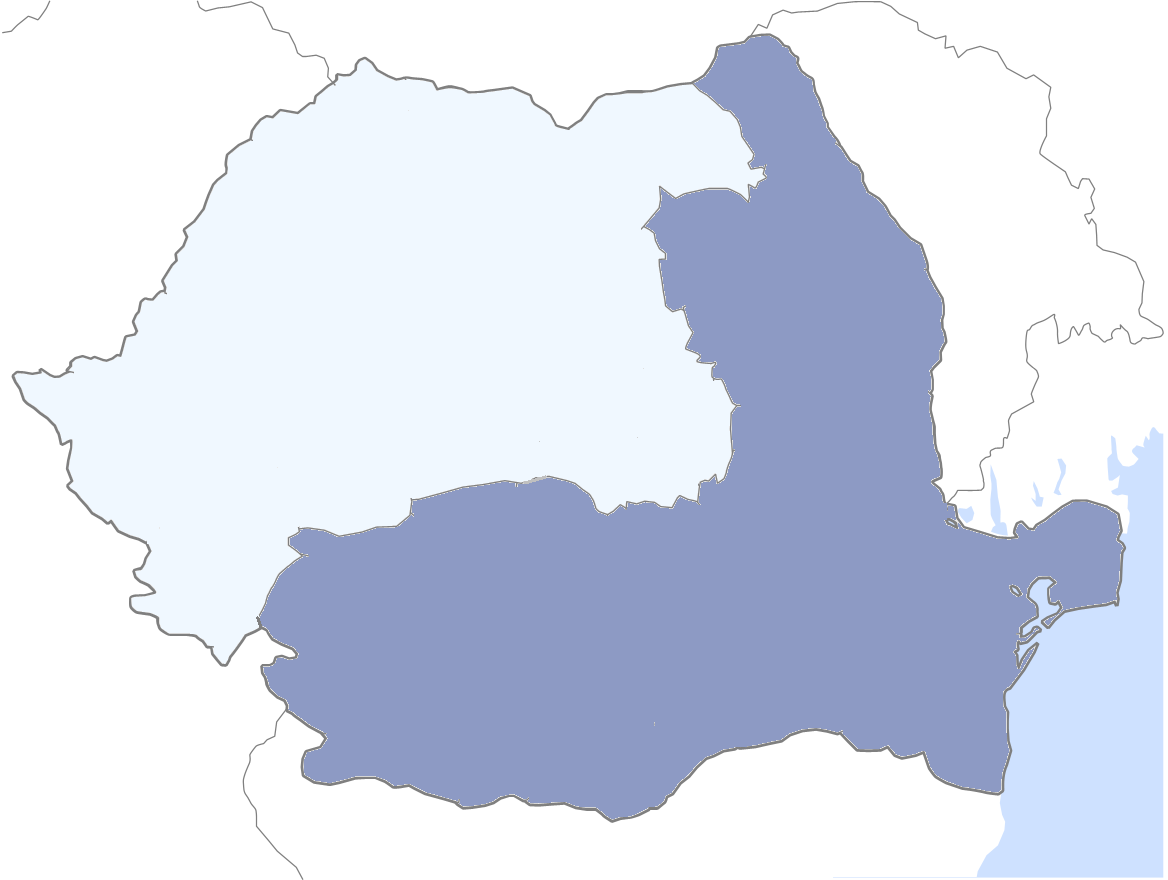
Regát a mai Románián belül

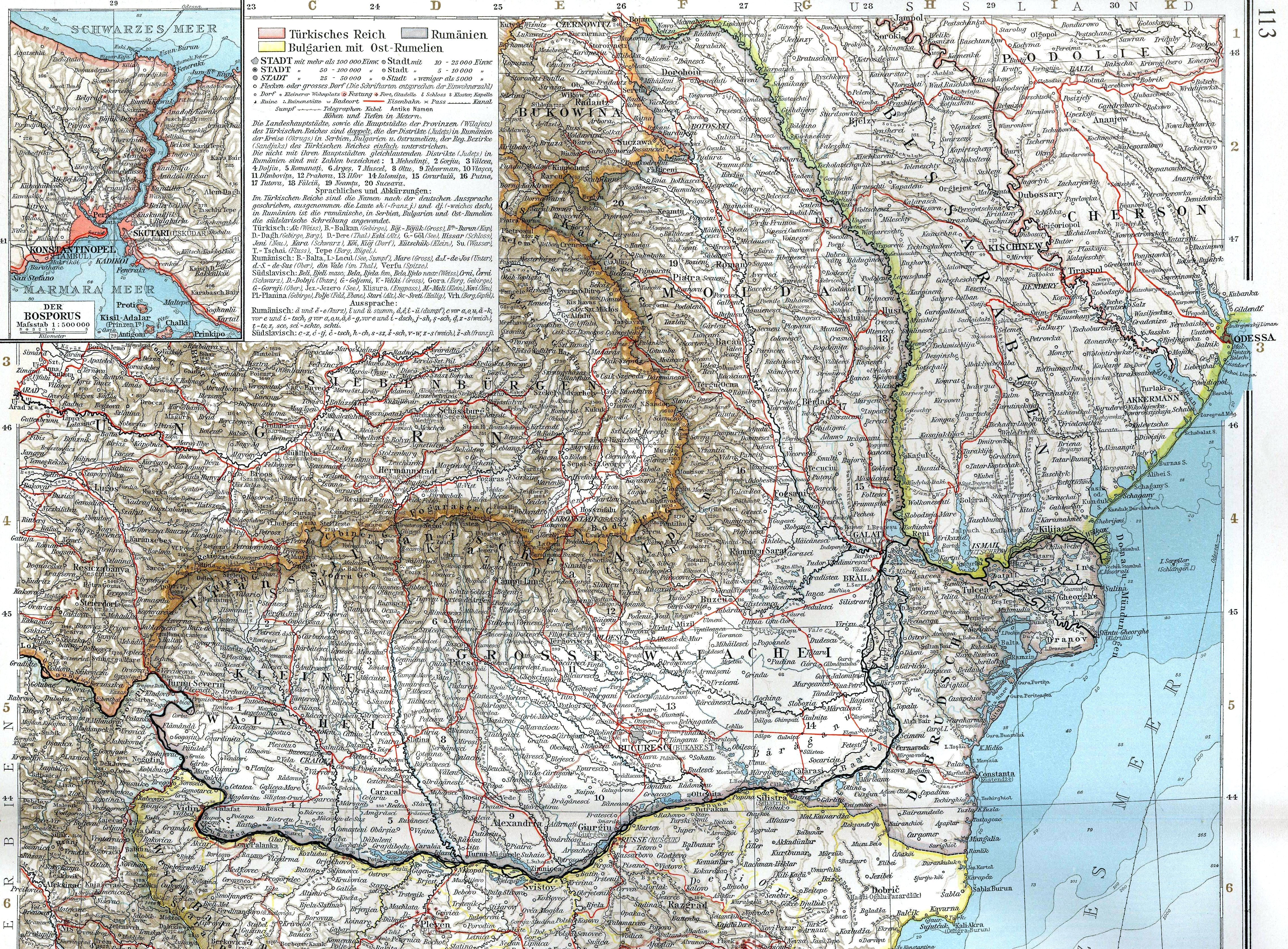
A Román Királyság területe 1881 és 1913 között

A mai Románia történelmi régiói

A Regát Moldva, Havasalföld és Dobrudzsa történelmi régiók erdélyi magyarok által használt gyűjtőneve, a Román Királyság 1881–1913 közötti területe, a mai Románia Kárpátokon túli része (kivéve Dél-Bukovina). Másik nevei: Órománia vagy Ókirályság. A regat román szó, magyar jelentése „királyság”.
A Román Királyság neve 1866–1878 között „Havasalföld és Moldva Egyesült Fejedelemségeinek Királysága” (Regatul Principatelor Unite a Țării Românești și al Moldovei) volt. A krími háborút lezáró párizsi békeszerződést követően alakult meg, amikor az Oszmán Birodalomtól függetlenné vált Havasalföld és Moldva ad hoc gyűlései megszavazták Alexandru Ioan Cuza fejedelemmé választását, azaz a de facto egyesülést. A Regát tehát ennek az egyesülésnek az eredménye; ezt követte a román függetlenségi háború, amely Észak-Dobrudzsa bekebelezésével és Besszarábia déli részének orosz fennhatóság alá kerülésével zárult 1878-ban. A Román Királyságot 1881-ben kiáltották ki, Dél-Dobrudzsa pedig a második Balkán-háború folytán 1913-ban lett része az országnak.
Az 1918. december 1-jén tartott gyulafehérvári román nagygyűlés kimondta Erdély egyesülését Romániával. Ezt – mint az Osztrák–Magyar Monarchia felbomlasztásának prekoncepciójával egybevágó, időközben status quo szintjére emelkedő követelést – 1920-ban az antant hatalmak a trianoni békeszerződéssel jóváhagyták. A Regát gyakorlatilag már a nagygyűlés napján egyesült Erdéllyel, amelyet a román hadsereg inváziója biztosított, és ezzel jött létre az úgynevezett Nagy-Románia